# Trois Stèles de Seth

Les Trois stèles de Seth sont un texte gnostique séthien appartenant aux apocryphes du Nouveau Testament. Les principales copies qui nous sont parvenues proviennent de la bibliothèque de Nag Hammadi, et ont été traduites et expliquées par le professeur (retraité) Paul-Jean Claude, membre du Groupe de Nag Hammadi de recherche de la Faculté de théologie et des sciences religieuses de l'Université Laval (Québec).
Le texte concerne une révélation faite à Dositheos concernant trois stèles (où le texte était écrit sur des pierres spécialement créées à cette intention). De nombreux chercheurs pensent qu'il avait été conçus dans un but liturgique.
On considère que le texte provient de la secte gnostique séthienne (qui révérait particulièrement le personnage biblique de Seth et pensait que Jésus était sa réincarnation). Leurs autres textes comprennent l’Apocalypse d'Adam, le Livre des secrets de Jean, la Prôtennoia trimorphe (en), et l’Évangile copte des Égyptiens.
Ce texte est, pense-t-on, un développement datant du IIIe siècle dû à des gnostiques séthiens, alors qu'ils se séparaient de plus en plus du christianisme pour se rapprocher du platonisme.